# با من صحبت کن
«با من صحبت کن» (به انگلیسی: Speak to Me) آهنگ آغازین از آلبوم نیمه تاریک ماه گروه موسیقی پراگرسیو راک پینک فلوید است که در سال ۱۹۷۳ منتشر شد. این آهنگ یک نوع پیش‌درآمد برای آلبوم بشمار می‌رود. درامر گروه نیک میسن از معدود دفعاتی است که به عنوان تنها سازنده آهنگ، نامش در نوشتن این ترانه ذکر شده‌است. راجر واترز متعاقباً این را هدیه‌ای به میسن قلمداد کرده‌است (که البته بعد از جدایی اش از گروه از این بابت ابراز پشیمانی کرد). این آهنگ فاقد هرگونه شعری است و نشانه‌هایی از سایر آهنگ‌های آلبوم نیمه تاریک ماه نیز در آن دیده می‌شود.